# Magura Witowska
Der Magura Witowska (slowakisch Magura oder Oravická Magura) ist ein Berg in den polnischen Orawicko-Witowskie Wierchy, einem Gebirgszug der Pogórze Spisko-Gubałowskie, mit 1232 Metern Höhe über Normalnull. Über den Gipfel verläuft die polnisch-slowakische Grenze. Der Gipfel ist der höchste in der Orawicko-Witkowskie Wierchy und dem ganzen Gebirgszug der Pogorze Spisko-Gubałowskie auf polnischer Seite.

## Lage und Umgebung
Der Magura Witowska liegt im Hauptkamm der Orawicko-Witowskie Wierchy. Östlich des Gipfels liegt der Gebirgsfluss Czarny Dunajec.

## Tourismus
Der Gipfel ist von allen umliegenden Ortschaften leicht erreichbar. Er liegt außerhalb des Tatra-Nationalparks.

### Routen zum Gipfel
Markierte Routen zum Gipfel führen von Witów:
- ▬ der schwarz markierte Kammweg von Witów über die Mnichówka, und den Urchoci Wierch auf den Gipfel.
- ▬ der blau markierte Kammweg von der Slowakei (vom Abzweig Vyšné diely, Anschluss gelb markierter Weg Richtung Oravice oder Suchá Hora) auf den Gipfel.